# Enric Mas
Enric Mas Nicolau (Artá, Baleares, 7 de janeiro de 1995) é um ciclista espanhol que estreia com a equipa Klein Constantia em 2016. Destacou como amador sendo segundo da Volta ao Bidasoa em 2015 onde ademais ganhou uma de suas etapas. Atualmente milita nas fileiras do conjunto Movistar Team.

## Trajetória
Depois de debutar como profissional em 2016 com o Klein Constantia, em 2017 deu o salto ao WorldTour com o Quick-Step Floors, disputando nesse mesmo ano sua primeira volta de três semanas ao participar na Volta a Espanha.
Em abril de 2018 conseguiu sua primeira grande vitória ao vencer na última etapa da Volta ao País Basco.
a 15 de setembro de 2018 conseguiu a vitória na 20.ª etapa da Volta a Espanha, no Collado de la Gallina, colocando-se assim no segundo posto da classificação geral depois de Simon Yates.
Em 2019 participou em seu primeiro Tour de France. Depois de estar desde o início nos primeiros postos da classificação geral, na 15.ª etapa perdeu toda a opção de optar pelo triunfo final depois de perder 31 minutos devido a problemas estomacal.
a 8 de agosto de 2019 o Movistar Team fez oficial seu contrato para as seguintes três temporadas. Dantes de incorporar ao conjunto telefónico, em sua última corrida com o Deceuninck-Quick Step, ganhou a geral do Tour de Guangxi depois de manter a liderança que conseguiu ao impor na etapa rainha.
Estreiou com sua nova equipa disputando alguns troféus da Challenge a Mallorca. Posteriormente, participou na Volta a Múrcia, abandonando na primeira etapa como consequência de um catarro, e na Volta à Andaluzia.
Depois de estar longe dos melhores nas corridas prévias ao Tour de France, chegou a ronda-a gala com o objectivo de terminar entre os 10-15 primeiros. Nas primeiras etapas de montanha foi perdendo tempo com os principais candidatos a levar-se a geral, ainda que com o passo dos dias melhorou seu rendimento e acabou finalizando em quinta posição. Para terminar a temporada participou na Volta a Espanha, onde também finalizou no quinto posto e se levou a camisola branca ao ser o melhor jovem da corrida.
Seus principais objetivos face ao ano 2021 eram Tour de France e Volta a Espanha. Em abril conseguiu seu primeiro triunfo desde a sua chegada à equipa ao vencer na terceira etapa da Volta à Comunidade Valenciana, colocando-se também líder da prova. Ao dia seguinte perdeu qualquer opção de levar-se a general ao sofrer um furo no trecho final da contrarrelógio.
Chegou ao Tour de France com a intenção de melhorar o resultado do ano anterior e tratar de brigar pelo pódio. Este último objetivo não foi possível depois de estar a um nível inferior a seus principais rivais em dois  das etapas de montanha, finalizando a corrida na sexta posição, uma por abaixo que na edição de 2020. Na Volta a Espanha si que conseguiu se subir ao pódio depois de terminar em segunda posição.

## Palmarés
- 2016
  - Volta ao Alentejo, mais 1 etapa
  - Tour de Saboia

- 2018
  - 1 etapa da Volta ao País Basco
  - 2.º na Volta a Espanha, mais 1 etapa e premeio dos jovens

- 2019
  - Tour de Guangxi, mais 1 etapa

- 2020
  - Classificação dos jovens da Volta a Espanha

- 2021
  - 1 etapa da Volta à Comunidade Valenciana
  - 2.º na Volta a Espanha
  - Copa da Espanha[27][28]

## Resultados

### Grandes Voltas
| Corrida | Corrida         | 2016 | 2017 | 2018 | 2019 | 2020 | 2021 |
| ------- | --------------- | ---- | ---- | ---- | ---- | ---- | ---- |
|         | Giro d'Italia   | —    | —    | —    | —    | —    | —    |
|         | Tour de France  | —    | —    | —    | 22.º | 5.º  | 6.º  |
|         | Volta a Espanha | —    | 71.º | 2.º  | —    | 5.º  | 2.º  |

### Voltas menores
| Corrida | Corrida              | 2016 | 2017 | 2018 | 2019 | 2020 | 2021 |
| ------- | -------------------- | ---- | ---- | ---- | ---- | ---- | ---- |
|         | Tour Down Under      | —    | 26.º | 17.º | —    | —    | X    |
|         | Volta à Catalunha    | —    | 75.º | 44.º | 9.º  | X    | 19.º |
|         | Volta ao País Basco  | —    | 14.º | 6.º  | 11.º | X    | 18.º |
|         | Critério do Dauphiné | —    | Ab.  | —    | —    | 20.º | 11.º |
|         | Volta à Suíça        | —    | —    | 4.º  | 9.º  | X    | —    |

### Clássicas e Campeonatos
| Corrida                   | Corrida                   | 2016 | 2017  | 2018 | 2019 | 2020 | 2021  |
| ------------------------- | ------------------------- | ---- | ----- | ---- | ---- | ---- | ----- |
| Flecha Brabanzona         | Flecha Brabanzona         | —    | 121.º | —    | —    | —    | —     |
| Amstel Gold Race          | Amstel Gold Race          | —    | —     | Ab.  | —    | X    | —     |
| Flecha Valona             | Flecha Valona             | —    | —     | Ab.  | 30.º | —    | 77.º  |
|                           | Liège-Bastogne-Liège      | —    | Ab.   | 81.º | 59.º | —    | 116.º |
| Clássica de San Sebastián | Clássica de San Sebastián | —    | 77.º  | —    | 8.º  | X    | —     |
| Grande Prêmio de Quebec   | Grande Prêmio de Quebec   | —    | —     | —    | 71.º | X    | X     |
| Grande Prêmio de Montreal | Grande Prêmio de Montreal | —    | —     | —    | 16.º | X    | X     |
|                           | Giro de Lombardia         | —    | —     | 51.º | 13.º | —    | —     |
| Mundial em Estrada        | Mundial em Estrada        | —    | —     | Ab.  | —    | Ab.  | —     |
| Espanha em Estrada        | Espanha em Estrada        | Ab.  | —     | 18.º | —    | —    | —     |

—: Não participa

Ab.: Abandona

X: Não se disputou

### Vitórias de etapa em Grandes Voltas (1)
Em cor, todas aquelas etapas depois das que se vestiu de líder ou nas que ganhou sendo líder da corrida.
| N.º | Corrida                 | Etapa | Data           | Percurso                               | km   | Tempo                                                               | Classificação                                                  |
| 1   | Volta a Espanha de 2018 | 20.ª  | 15 de setembro | Escaldes-Engordany- Collado da Gallina | 97,3 | 2 h 59' 30" (ao m.t. Miguel Ángel López , a 23" (3.º) Simon Yates ) | 2.º na geral ao termo da etapa (a 1'46" de (1.º) Simon Yates ) |

## Equipas
- Klein Constantia (2016)
- Quick-Step (2017-2019)
  - Quick-Step Floors (2017-2018)
  - Deceuninck-Quick-Step (2019)
- Movistar (2020-)